# クララ
クララ（苦参、眩草、学名: Sophora flavescens）はマメ亜科の多年草。別名クサエンジュ（草槐）、キツネノササゲ、ヒロハクララ。

## 名称
和名の由来は、根を噛むとクラクラするほど苦いことから、眩草（くららぐさ）と呼ばれ、これが転じてクララと呼ばれるようになったといわれる。地方により、キツネノササゲ（狐の大角豆）という方言名でも呼ばれている。

## 分布
本州、四国、九州、中国大陸。
日当たりの良い草原、山野の道ばたや土手などに、大株になって自生する。日本では草原環境が農業形態の変化によって衰退しているため、自生地がかなり減少しており、これのみを食草とするチョウの一種オオルリシジミはかなり希少なものとなっている。

## 特徴
大型で多年生の草本。高さ50 - 150 センチメートル (cm) 。葉は互生し、小葉15から41枚からなる奇数羽状複葉は、全体が長さ15から25 cmになる。小葉は長楕円形で一つの長さ2、3 cm。
花期は夏（6 - 7月）。茎、枝の先に薄黄色の蝶形花が総状花序になってつき、下から咲き上がる。花が終わると、数個の種子が莢に収まり、種子の間がくびれた約6 cmほどの莢がぶら下がる。
全草有毒であり、根の部分が特に毒性が強い。ルピナンアルカロイドのマトリンが後述の薬効の元であるが、薬理作用が激しく、量を間違えると大脳の麻痺を引き起こし、場合によっては呼吸困難で死に至る。素人が安易に手を出すのは非常に危険である。

## 利用
根または、外の皮を除いて乾燥したものは、苦参（くじん）という生薬であり、日本薬局方に収録されている。苦参の採取は、秋から冬のあいだに、なるべく生育のよい株の根だけを掘り上げてよく洗い、外皮をむいて刻み、天日乾燥させる。漢方でも用いられ、利尿、消炎、鎮痒作用、苦味健胃作用があり、苦参湯（くじんとう）、当帰貝母苦参丸料（とうきばいもくじんがんりょう）などの漢方方剤に配合される。
民間では、1日量1 - 3グラムの苦参を、水200 ccで半量になるまで煎じ、1 - 2回に分けて服用する用法が知られている。また、全草の煎汁は、農作物の害虫駆除薬や、外用薬としてケジラミなど牛馬など家畜の皮膚寄生虫駆除薬に用いられる。湿疹には、浴湯料として布袋に入れて風呂に入れる。
なお、延喜式には苦参を紙の原料としたことが記されているが、苦参紙と呼ばれる和紙が発見された例が存在せず、実態は不明である。2010年10月宮内庁正倉院事務所の調査で「続々修正倉院古文書第五帙第四巻」の1枚目は和紙、手触りや色合いが延喜式での工程や繊維の特徴を持ち2枚目は苦参の可能性が高いと判断した。

## 種の保全状況評価
日本の以下の都道府県で、以下のレッドリストの指定を受けている。
- 絶滅寸前または絶滅危惧種（絶滅危惧I類、CRまたはEN） - 佐賀県
- 危急種（VU） - 愛媛県
- 準絶滅危惧（NT） - 高知県、鹿児島県